# Ivan Kramskoi
Ivan Nikolaevich Kramskoi (em russo:  Ива́н Никола́евич Крамско́й; Ostrogozhsk, 27 de maio jul./8 de junho de 1837 greg. – São Petesburgo, 24 de março jul./5 de abril de 1887) foi um pintor russo e crítico de arte.
Foi um intelectual e líder do movimento artístico democrático russo no período 1860-1880.

## Biografia
Ivan nasceu em 1837, no seio de uma família empobrecida da pequena burguesia. Seu pai era secretário da província, não ganhava muito e assim Ivan nunca teve a oportunidade de estudar arte na infância. Aos 15 anos, tornou-se aprendiz de um pintor. Um ano depois, tornou-se retocador de fotos de um fotógrafo local. Foi apenas em 1857 que Ivan conseguiu ir para São Petersburgo, onde ingressou na Academia de Artes.
Ivan se tornaria popular entre os colegas. Em 1863, Ivan e mais outros 13 colegas graduados se recusaram a trabalhar em uma obra mitológica como requisito para obtenção do diploma. Assim, os 14 estudantes forma dispensados da academia. Ivan então foi para a St. Petersburg Team of Artists, uma comuna onde artistas dividiam os estúdios e moradias. Sua jovem esposa, Sophia Nikolayevna, ajudava a cuidar tanto do alojamento quanto do estúdio.
Influenciado pelas ideias dos revolucionários democratas russos, Ivan declarou o alto dever público do artista, os princípios do realismo e a substância moral e nacionalidade da arte. Tornou-se um dos principais fundadores e ideólogos da Sociedade de Exposições Itinerantes de Arte. Em 1863-1868, ele lecionou na escola de desenho de uma sociedade para a promoção de artes aplicadas. Criou uma galeria de retratos de importantes escritores, cientistas, artistas e figuras públicas russos (Liev Tolstói, 1873, Ivan Shishkin, 1873, Pavel Mikhailovich Tretyakov, 1876, Mikhail Saltykov-Shchedrin, 1879, Sergei Botkin, 1880) em que expressiva simplicidade de composição e clareza de representação enfatizam profundos elementos psicológicos de caráter. Os ideais democráticos de Ivan encontraram sua expressão mais brilhante em seus retratos de camponeses, que retratavam uma riqueza de detalhes de personagens em representantes do povo comum.
Em uma de suas pinturas mais famosas, Christ in the Desert (1872), ele deu continuidade à tradição humanística de Alexander Andreyevich Ivanov de tratar um assunto religioso em termos morais-filosóficos. Ele impregnou sua imagem de Cristo com experiências dramáticas em uma interpretação profundamente psicológica e vital, evocando a ideia de seu auto-sacrifício heroico.
Em 1869, Ivan começou a receber encomendas regulares de um colecionador russo de arte, Pavel Tretyakov. Ele encomendou retratos de personalidades russas na área da cultura e da ciência que se tornariam parte inata da história artística e social do país. Ivan retratou o escritor Ivan Gontcharov, o escultor Mark Antokolsky e o químico Dmitri Mendeleiev. Neste mesmo ano, ele foi contratado pela Academia de São Petersburgo como acadêmico e pôde viajar para Berlim, Dresden, Munique, Paris e Viena.
Aspirando a expandir a expressividade ideológica de suas imagens, Ivan criou uma arte que existia no auge do retrato e da pintura de gênero ("Nekrasov during the period of 'Last songs,'" 1877–78; "Unknown Woman," 1883; "Inconsolable grief," 1884). Essas pinturas revelam as emoções complexas e sinceras de seus temas, suas personalidades e destinos. A orientação da arte de Ivan, seus julgamentos críticos ácidos sobre ela e sua busca persistente por critérios públicos objetivos para a avaliação da arte exerceram uma influência essencial no desenvolvimento da arte e estética realista na Rússia no último terço do século XIX.
Ivan acreditava que:
| “ | apenas uma noção de propósito social pode dar a um artista força de multiplicar seus poderes, apenas uma atmosfera mental que é importante e saudável pode inspirá-lo e elevá-lo, e apenas a confiança de que o trabalho do artista é necessário e apreciado pela sociedade pode ajudar aquelas plantas exóticas chamadas imagens a amadurecer. | ” |

## Morte
Ivan morreu em 6 de abril de 1887, com apenas 49 anos, enquanto pintava um retrato, ainda com um pincel na mão. Ele foi sepultado no Cemitério Smolensk, em São Petersburgo.

## Galeria

Liev Tolstói, 1873
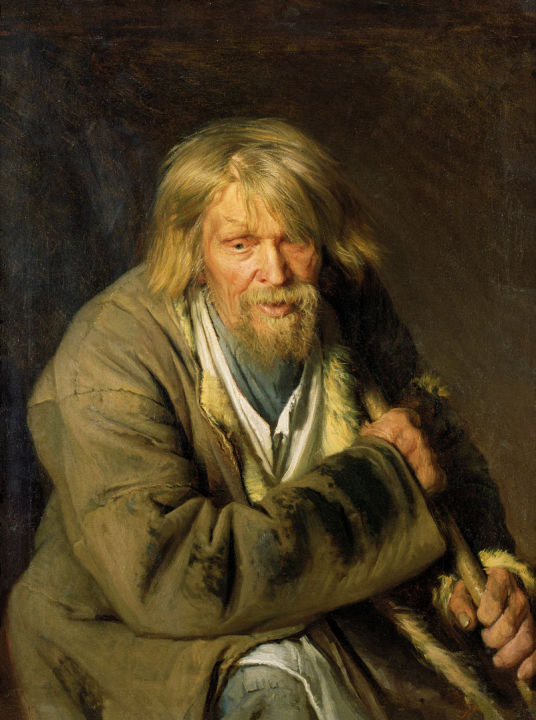
Velho com muleta, 1872
Retrato do pintor Ivan Shishkin, 1873.
Ivan Shishkin, 1880
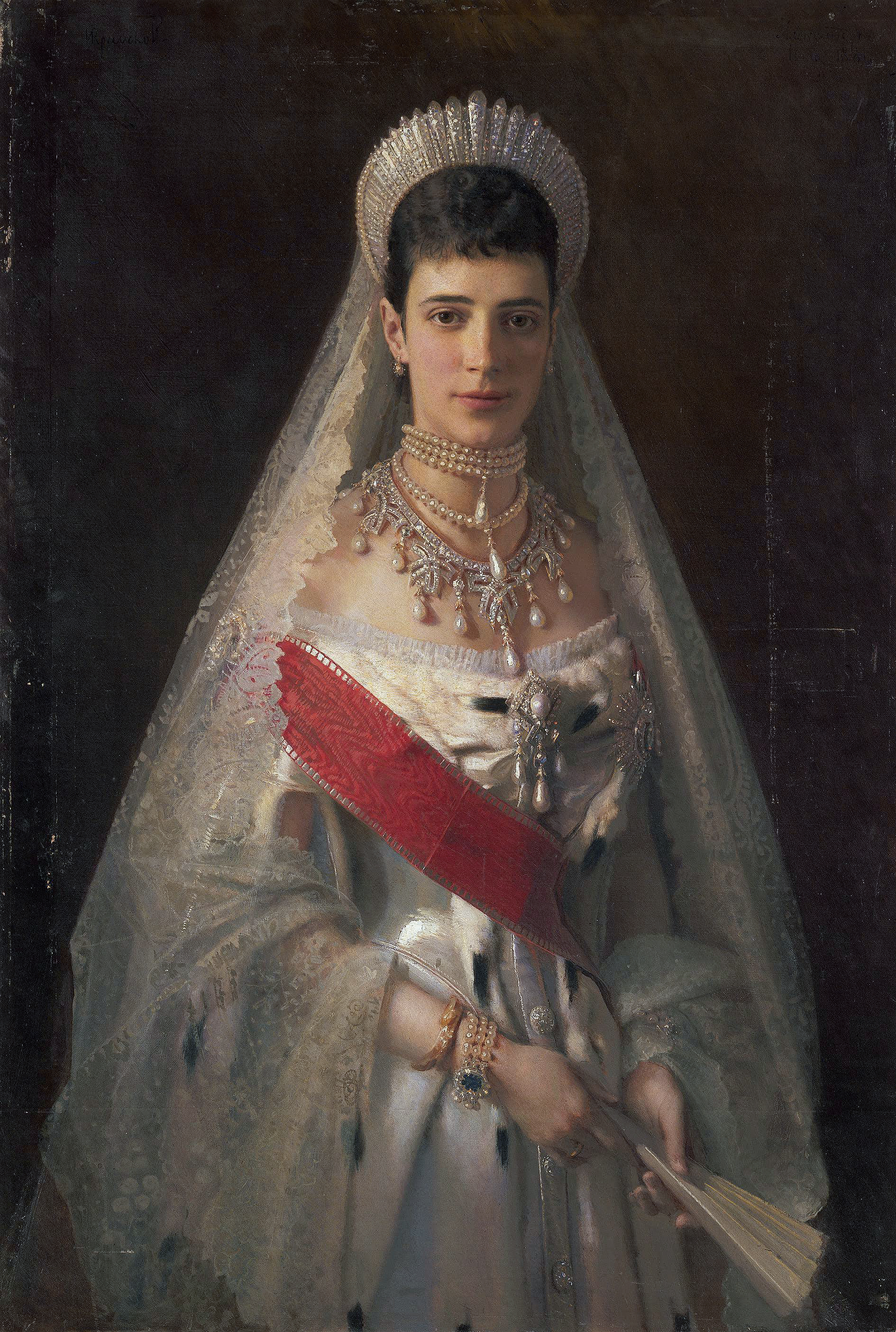
Maria Feodorovna, 1880s
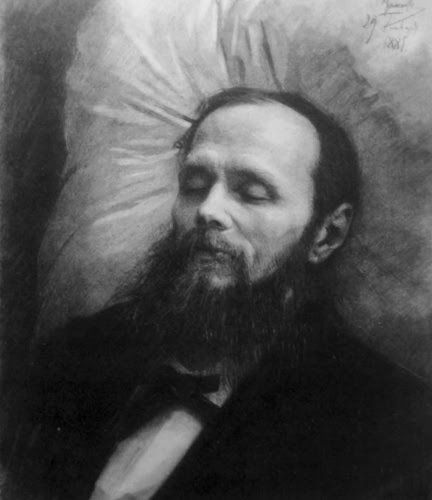
Fiódor Dostoiévski, 1881
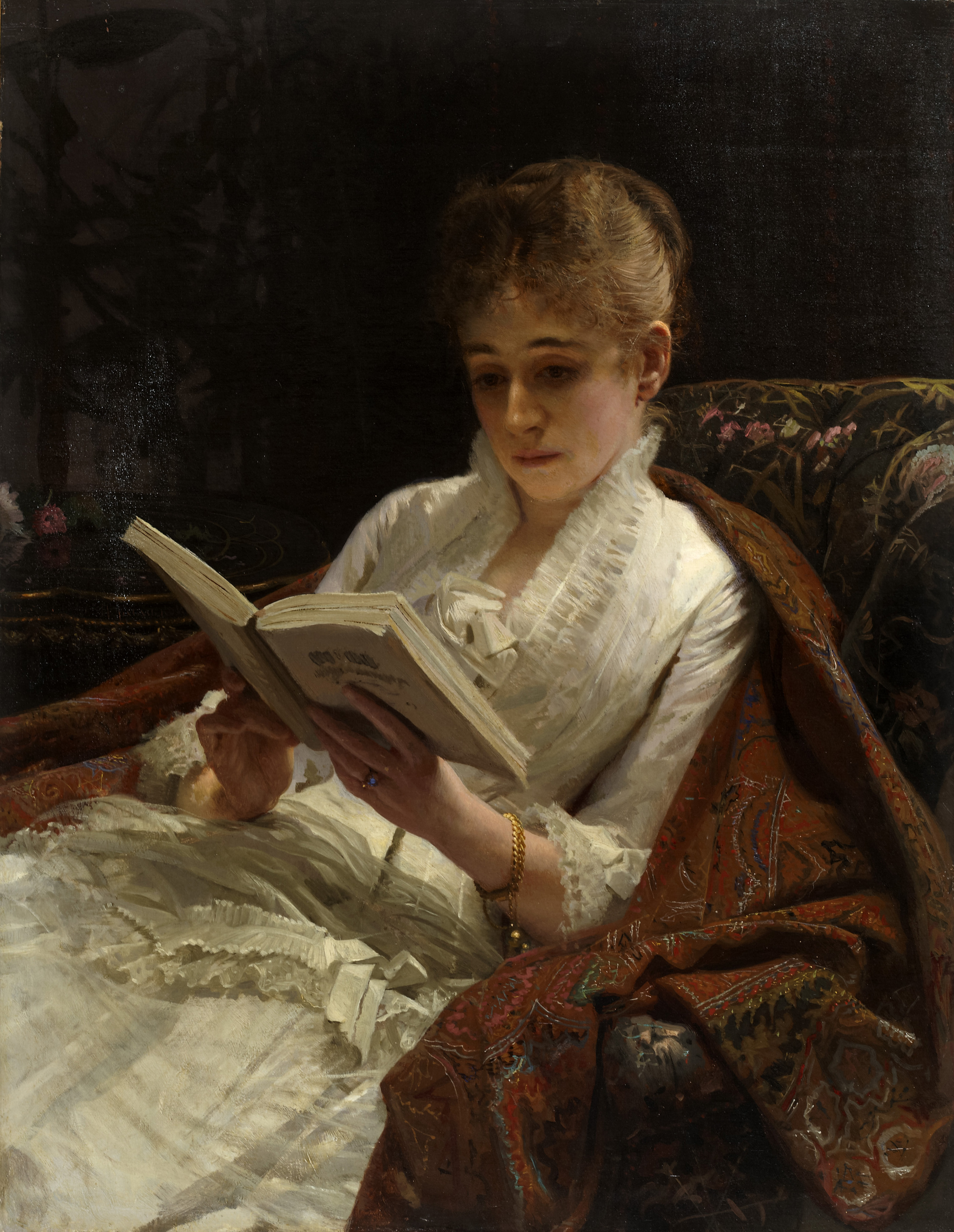
Retrato de uma mulher lendo, 1881, Museu de Belas-Artes de Yekaterinburg
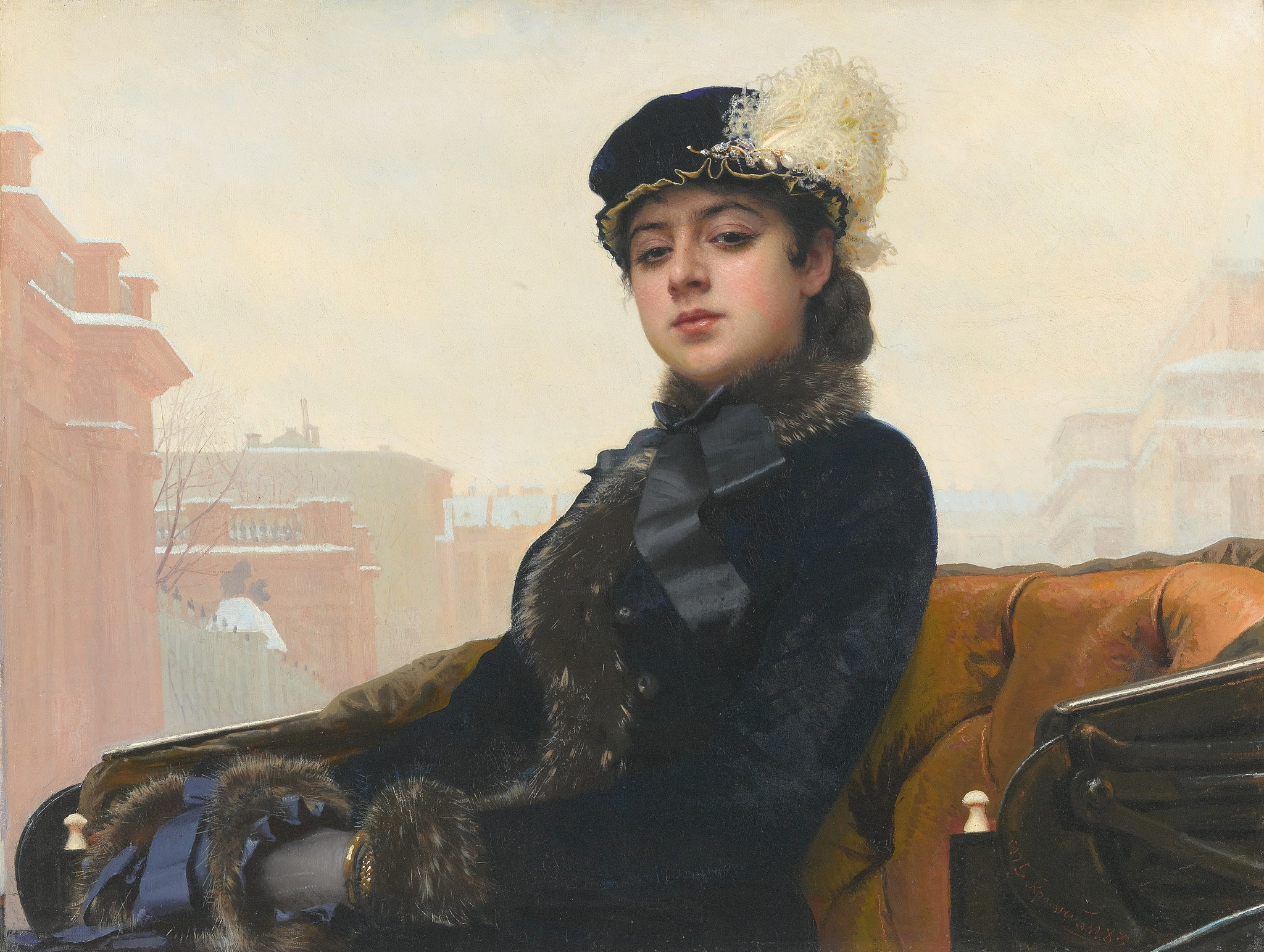
Retrato de uma mulher desconhecida, 1883
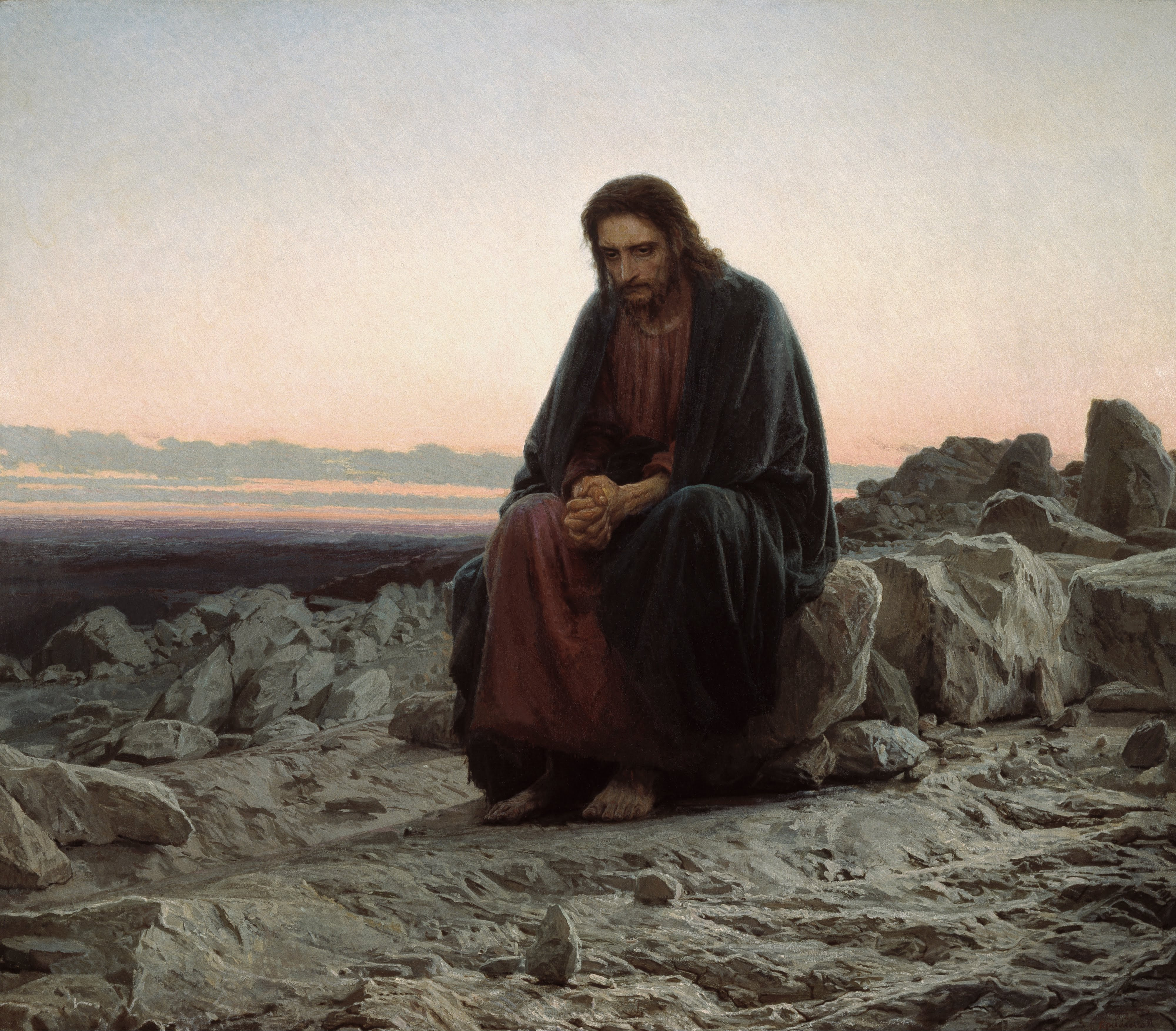
Cristo no Deserto, 1872
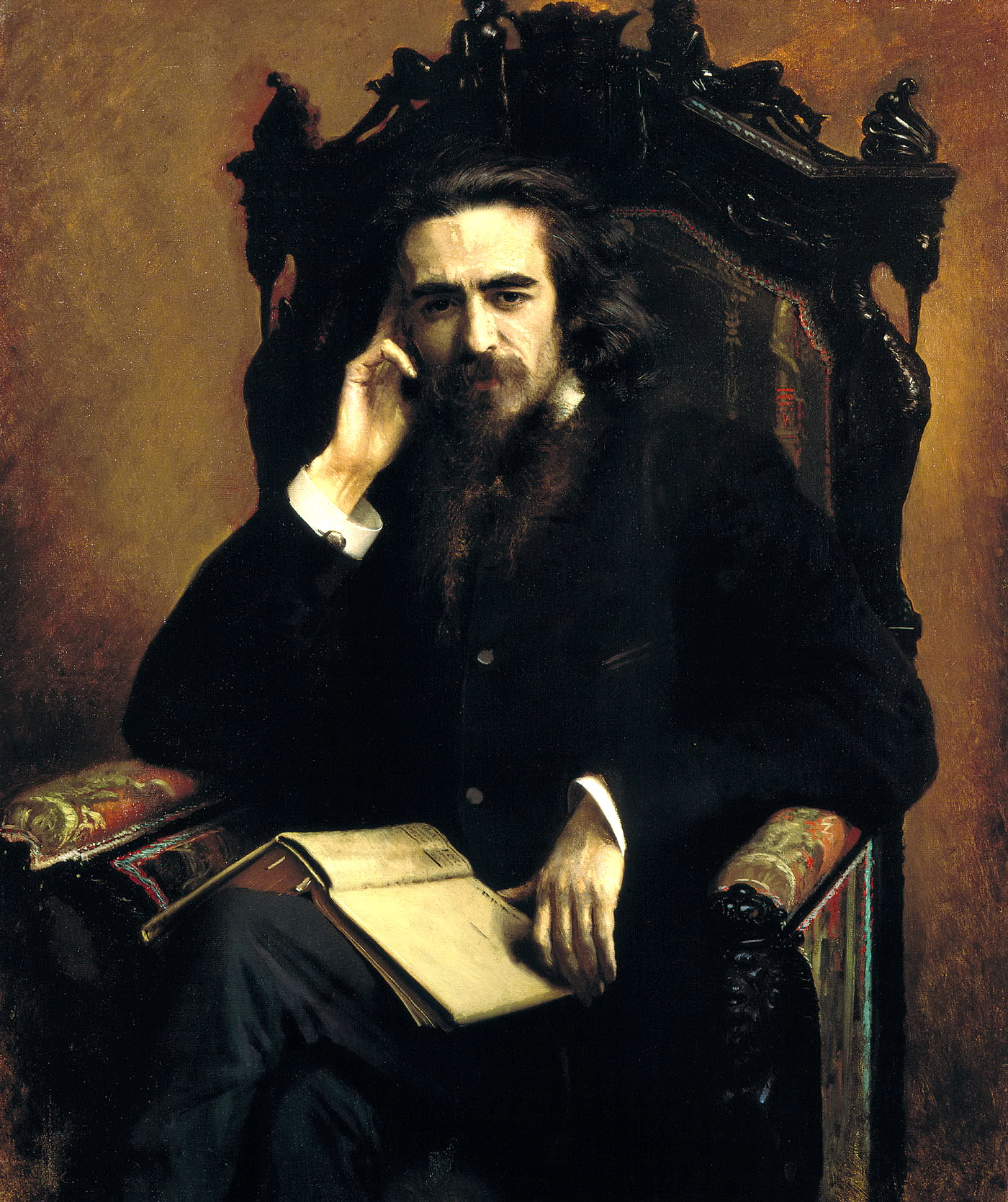
Vladimir Soloviov, 1885